# Den dära skivan
Den dära skivan är ett album av Wille Crafoord från 1999 med låtar som Allround, När träden slår ut och Du kan bara jämföras med dej . Den producerades av Johan Norberg med omslagsteckningar av Owe Gustavsson.

## Spår
1. Det ger sej
2. Vad gjorde du i det dära rummet...
3. När träden slår ut
4. Kanske bara just därför
5. Allround
6. Den rättmätige kungen
7. Du kan bara jämföras med dej
8. Bara en sista gång
9. Rods låt
10. Din jävla katt & min fördömda hund
11. Veckans freak
12. En hel massa smaskig porr
13. Egentligen?

## Medverkande
- Willie Crafoord - sång, gitarr, låtskrivare
- Olle Dahlstedt - trummor
- Olle Linder - bas, gitarr
- Magnus Lindgren - saxofon, flöjt, klarinett
- David Nyström - piano, orgel med mera

## Listplaceringar
| Lista (1999) | Topplacering |
| ------------ | ------------ |
| Sverige      | 24           |

### Fotnoter
1. ↑  Information i Svensk mediedatabas.
2. ↑  Listplacering